# John Dowland
John Dowland (1563 i Westminster – ca. 20. februar 1626) var en engelsk komponist og lutenist, som opholdt sig og arbejdede i Danmark 1598-1606. I de år var hans skabende evner var på sit højeste. Hans bedste og kendteste musik er skrevet i tiden lige før, og mens han var i København. Dowland var en af få engelske komponister, der er berømt i Europa og var det i sin egen levetid.

## Liv og levned

### De unge år
Oplysningerne om John Dowlands tidligste liv er sparsomme. I hans nodeudgivelser fortælles, at han er født i 1563 sandsynligvis i en irsk familie bosat i London/Westminster i sognet St. Martin in the Fields. Som dreng studerede han musik ("the ingenuous profession of Musicke") hos en professionel lutspiller. Som 17-årig var han ansat hos sir Henry Cobham, der blev udsendt til Frankrig som ambassadør i 1580, og i hvis følge Dowland var. Han boede fire år i Paris mellem 1580 og 1586. Han konverterede til den katolske tro. Tilbage i England blev han gift og i 1588 tog han universitetsgraden "Bachelor of Music" fra Christ Church College i Oxford, samme dag som komponisten Thomas Morley. Hans voksende ry som komponist og musiker til trods var det svært for ham at skabe sig en karriere i England.
England var i slutningen af 1500-tallet skueplads for mange stridigheder mellem den katolske og Den anglikanske Kirke. Da Dowland fødtes, havde dronning Elizabeth 1. siddet på den engelske trone i fem år. Dronning Elizabeth var entydigt på den anglikanske kirkes side, og Dowland hævdede, at han på grund af sin katolske tro blev holdt væk fra de stillinger i engelsk musikliv, som han burde bestride. Det er dog næppe den hele sandhed, for andre katolske musikere havde fine karrierer ved det engelske hof. Og Dowland var en velkommen musiker ved det danske lutheranske hof. I 1592 var der en stilling som lutspiller ledig ved det engelske hof. Den søgte Dowland, men han blev forbigået.
I 1594 tog han på rejse i Europa. Han tog til Italien til Genua, Firenze og Venezia. Han studerede muligvis en tid hos en af tidens berømte musikere, Luca Marenzio i Rom. Han var også i Wolfenbüttel hos hertugen af Braunschweig-Wolfenbûttel og i Kassel hos landgreven af Hessen, og begge steder blev han modtaget med åbne arme. I 1597 var han tilbage i England. Hofembedsmanden Henry Noel skrev til Dowland d. 1. december 1596 at dronning Elizabeth "had wished divers tymes your return" flere gange har ønsket din tilbagekomst. Men heller ikke ved den lejlighed opnåede Dowland en hofpost. Han blev i England til februar 1598 og tog igen til Kassel efter en invitation fra landgreven. I november rejste han videre til København, hvor han indtrådte som sanger og lutenist i Christian 4.s kapel.

### Københavnertiden
Kongens orkester var i de år et af Europas bedste og mest moderne. Kong Christian ønskede at fremstå som Nordeuropas fornemste og mest magtfulde fyrste. Han brugte mange penge på byggerier og alt, som kunne hæve hans anseelse. Han var selv en kompetent tegner og musiker, og han fik trukket mange dygtige musikere til København i årene fra 1595 til 1630. Dowland var således kun én af mange udlændinge i musikkorpset. William Brade, Thomas Simpson, Thomas Cuttings, Darby Skott og Daniel Norcombe var fem andre engelske musikere, som var ansat hos Christian 4., men derudover var Vincentius Bertholusius, Matthias Mercker, Melchior Schildt, Melchior Borchgrevinck, Gregorius Trehou, Benedict Greebe, Nicolaus Gistou, Christopher Zetzinsky, Jan Tollius, Jacobus Merlis og Heinrich Schütz fra bl.a. Tyskland og Nederlandene ansat i kortere eller længere tid. Også danske musikere begyndte at gøre sig gældende. Nogle af de mest fremtrædende var Mogens Pedersøn, Hans Nielsen, Hans Brachrogge, Martinus Otto, Wilhelm Egbertsen, Andreas Aagesen, Truid Aagesen og Jacob Ørn. Nogle af dem fik lov til at uddanne sig bl.a. på rejser til Italien og England. Orkestret fulgte undertiden med kongen, når han tog ophold andre steder bl.a. på Kronborg.
Året før sin ankomst til Danmark havde han vakt opsigt som Komponist ved udgivelsen af "The first book of songs or airs of 4 parts with tableture for the lute", et værk, der opnåede en i England hidtil ukendt popularitet, så at der i årene 1600-13 udkom 4 nye udgaver deraf; og efter at være knyttet til det danske hof, der den gang jævnlig opholdt sig på Kronborg, fortsatte han med "The 2. book of songs or airs of 2, 4 and 5 parts",
der udkom i London, men hvis fortale er dateret Helsingør 1. Juni 1600. Kongen belønnede ham efter udgivelsen af dette værk med en anselig pengegave og skænkede ham året efter sit billede. I 1603 fulgte "The 3. and last book of songs or airs, newly composed" ligeledes her fra Danmark, men publiceret i London.
Dowland var blevet ansat med en løn på 500 daler årligt, en usædvanlig høj løn på den tid, og han fik en gave på 600 daler i året 1600. Den høje betaling var medvirkende til, at han kunne komponere og dermed for de værker, han fik udgivet.
I slutningen af 1603 fik han havde orlov til en rejse til England. Hofregnskaberne oplyser, at han blev borte "en langsommelig tid længer, end kongelig Majestæt ham nådigst havde forløvet". Dowland bruger som undskyldning, at han havde indskibet sig for at vende tilbage til Danmark, men paa grund af modvind blev nødsaget til at overvintre i England. Mens han var der, fik han udgivet Lachrimae or Seaven Teares Figured in Seaven Passionate Pavans, som var skrevet, mens han var i København. Samlingen er dedikeret til den engelske dronning Anne, der var kong Christian 4.s søster og gift med James 1. Stuart af England og Skotland, dronning Elizabeth 1.s efterfølger.
Efter, at han var vendt tilbage til Danmark fra sit ophold i England, synes hans fornyede ophold i Danmark at have skabt problemer. Han fik sin fulde løn på 500 daler udbetalt selvom han i så lang tid havde været borte, men alligevel synes han at have haft pengeproblemer og måtte gentagne gange bede om forskud til trods for, at man forsøgte at give ham ekstra indtægter ved at indkvartere "Kapel-Drenge" hos ham "at han skal lære og undervise dem paa Luthen". Udviklingen bevirkede, at hans ophold nu gik mod en hastig afslutning, og den 24. februar 1606 fik han sin opsigelse, mens kongen var i togt til Braunsweig; i den forbindelse var der et større regnskab at udrede på grund af forskud med mere.
På denne tid var Dowland berømt over hele Europa som en af de bedste lutenister, men han vendte tilbage til London i 1606, hvor han 1612 udgav sit sidste værk: "A pilgrim’s solace" og døde i 1626 som medlem af hofmusikken.

### Dowland som mulig spion
I dag findes to breve fra Dowlands korrespondance. Det ene er fra ham til dronning Elizabeths sekretær Robert Cecil i 1595; det andet, som findes på Det Kongelige Bibliotek, er til ham fra en engelsk diplomat Stephen Lesieur dateret 9. december 1602. Begge breve antyder at Dowland var involveret i lyssky politiske affærer, eller at han blev forsøgt trukket ind i den sfære.
Det første brev skrev han, medens han var i Italien, hvor han blev kontaktet af folk der ville have ham til at deltage i et komplot mod Elizabeth. I stedet skrev han hjem og fortalte om sagen, måske fordi han var ansat til netop det. Det andet brev blev genfundet i 2000 i en samling dokumenter fra kong Christian IV's sekretær. Heri bliver Dowland opfordret til at melde tilbage til Cecil om den danske politik over for England, og han bliver lovet en stor belønning hvis han tager opfordringen op.
Netop i årene omkring 1600 var forholdet mellem Danmark og England ret anstrengt. Christian var en af Europas mægtigste fyrster og næsten ligemand med Elizabeth. Hun mistænkte måske ikke uden grund Danmark for at konspirere til fordel for Christians svoger, kong James 6. af Skotland, den senere James 1. af England, gift med Christians søster Anne. Desuden var der hyppige problemer med skibsfarten i Nordsøen og de islandske og norske farvande, som England og Danmark var uenige om. Forhandlinger blev saboteret, skibe blev opbragt og rænker blev smedet.
Det bemærkelsesværdige ved brevet er, at det findes i en dansk regeringssamling. Det efterlader flere mulige svar. Måske har Dowland selv sladret til Christian, måske blev brevet fundet lige før Dowland blev afskediget (og måske netop på grund af det) i 1606, eller måske har Dowland aldrig modtaget brevet, fordi de hemmelige danske agenter opsnappede det. At omkringrejsende kunstnere var spioner er der mange eksempler på, men der er ikke noget bevis mod Dowland.

### Tilbage i England
Han beskæftigede sig en tid med oversættelsen af Micrologus, en traktat om musikteori af den tyskeren Andreas Ornithoparcu, arbejdede med redaktionen af nogle undervisningsbøger for lut og bidrog til en samling musik, The Musicall Banquet, som hans søn Robert Dowland udgav i 1610. Mellem 1609 og 1612 var han ansat hos Theophilus, Lord Howard de Walden, og endelig I 1612 blev han udnævnt til en af "the musicians for the lutes" af kong James I.
John Dowland var uomtvisteligt en af sin tids fineste musikere og komponister. Han kan kaldes den første moderne sangskriver i den forstand, at han lagde differentierede udtryk og følelser ind i sine sange og dermed gav hver sang sin egen personlighed. Samtidig var han på en måde gammeldags, for andre steder var baroktidens idealer ved at afløse den stil, han stod for. Hans egen personlighed skinner igennem i hans musik og hans liv. Skønt han også omtales som en munter mand, vidner flere ting om, at han professionelt var en bitter mand. Hans Lachrymae, også kaldet "Tårepavanerne", blev tidens største hit og glædede alle andre end komponisten selv. Han skal have udtalt: "Hvad nytter det, at kunsten kan glæde andre, når kunstneren ikke selv bliver opmuntret deraf?" I forordene til sine udgivelser beklager han sig flere gange over sin skæbne, hvilket han nok ikke havde grund til. I A Pilgrimes Solace skriver han fx at han bliver overset, at yngre musikere kritiserer ham og at komponisten og udgiveren Tobias Hume fejlagtigt hævder, at nye instrumenter bør erstatte lutten. Efter 1612 stoppede han stort set med at komponere. Hans musik var ved at blive umoderne, men han var stadig højt anset og blev kort før sin død udnævnt til doktor. Han var en urolig sjæl med hang til melankoli, og selv om han var en af tidens højest betalte musikere, døde han i 1626 i beskedne kår som medlem af hofmusikken.

## Betydning
Efter sin død blev han hurtigt glemt. Renæssancens sidste store komponist i England blev først genopdaget efter tre århundreder og oplevede en renæssance fra 1960’erne med musikere som Christopher Hogwood, David Munrow og ensemblerne "the Early Music Consort" og "Academy of Ancient Music" som en af de fornemste eksponenter for Tudor-tidens musik. Også sangere som Elvis Costello, Sting og John Renbourn har ladet sig inspirere af Dowlands musik og bragt den i smagfulde moderne fortolkninger.

### Nøgleroman
Den engelske forfatter Rose Tremain skrev i 1999 romanen Musik og stilhed, der foregår ved Christian 4.s hof i 1620’erne, men er inspireret af Dowlands ophold i København. Christian tillægges i bogen denne ytring: "The man was all ambition and hatred, yet his ayres were as delicate as rain" (Den mand var kun ambtioner og had, men hans sange var så dejlige som regn), der sikkert er møntet på Dowland.

## Musikken
Det meste af Dowlands musik er for hans eget instrument, lutten. Hans først udgivne værk var "First Booke of Songes or Ayres of Foure Partes with Tableture for the Lute" (London 1597). Den var en meget stor succes og blev genoptrykt mindst 4 gange. Det var den første samling engelske sange med lutakkompagnement, og som noget nyt havde bogen det såkaldte "table layout", der viste alle stemmer rundt i kanten af et opslag i bogen, så man kunne læse stemmerne fra et bords 4 sider på en gang. Ydermere kunne sangen fremføres på mange forskellige måder med eller uden instrumenter. Alle sangene er strofiske (mange ens vers) og de fleste bruger kendte danserytmer og former.
I året 1600 afsluttede Dowland manuskriptet til "The 2. book of songs or airs of 2, 4 and 5 parts" mens han opholdt sig på Kronborg. Værket udkom i London, men fortalen er dateret Helsingør 1. juni 1600. Kongen belønnede ham efter udgivelsen af dette Værk med en anseelig pengegave og skænkede ham et billede af sig selv. I 1603 fulgte så "The 3. and last book of songs or airs, newly composed" ligeledes komponeret i Danmark og publiceret i London.
Hans næste værk var Lachrimae or Seaven Teares Figured in Seaven Passionate Pavans (London 1605). Det var consortmusik (ensemblemusik) i danseform for 5 instrumenter, et værk, som også var skrevet i Danmark. Ikke længe efter dets udgivelse forlod han kong Christians tjeneste, og hans sidst større værk "A pilgrim’s solace" udkom i 1612, da han var knap 50 år.
John Dowland fældede efter sigende mange tårer under sit ophold hos Kong Christian 4. Hans musik udviser ofte den melankoli, der var moderne på den tid. Et af numrene i Lachrimae-samlingen var Semper Dowland, semper dolens (altid Dowland, altid sorgfuld), hvilket opsummerer hans værk på bedste vis.